# Kindrat Kłymenko
Kindrat Hawryłowycz Kłymenko, Kondrat Gawriłowicz Klimienko (ukr. Кіндрат Гаврилович Клименко, ros. Кондрат Гаврилович Клименко, ur. 12 października?/25 października 1913 we wsi Szura-Kopijewskaja obecnie w rejonie tulczyńskim w obwodzie winnickim, zm. 10 marca 1945 k. Gryfic) – radziecki wojskowy, major, Bohater Związku Radzieckiego (1945).

## Życiorys
Urodził się w ukraińskiej rodzinie chłopskiej. Do 1931 uczył się w technikum pedagogicznym w Tulczynie, kończąc dwa semestry, później pracował jako nauczyciel i przewodniczący rady wiejskiej. W październiku 1934 został powołany do Armii Czerwonej, w 1938 ukończył kursy młodszych poruczników, w 1939 został przyjęty do WKP(b). Od czerwca 1941 uczestniczył w wojnie z Niemcami, w 1942 skończył kursy sztabowe. Walczył kolejno na Froncie Południowo-Zachodnim (od czerwca 1941 do lipca 1942), Stalingradzkim (od sierpnia 1942 do maja 1943), Centralnym (od września do października 1943), Białoruskim i 1 Białoruskim. Od 23 października 1943 walczył w składzie 54 gwardyjskiego pułku kawalerii 14 Gwardyjskiej Dywizji Kawalerii. 15 listopada 1943 wyróżnił się w walkach w rejonie rzeczyckim w obwodzie homelskim, dowodząc szwadronem kawalerii, który zadał przeciwnikowi duże straty, następnego dnia podczas natarcia zdobył wiele broni i sprzętu wroga. Później został zastępcą dowódcy 54 gwardyjskiego pułku kawalerii, w kwietniu 1944 wraz z nim opanował szereg miejscowości nad Turią na Wołyniu. Od 18 lipca 1944 brał udział w operacji brzesko-lubelskiej, 20 lipca umiejętnie zorganizował forsowanie zachodniego Bugu, 22 lipca wziął udział w wyzwalaniu Chełma, a następnego dnia Lublina. 28 lipca wraz z kawalerzystami sforsował Wisłę i uchwycił przyczółek w okolicach Puław, od sierpnia 1944 do 9 stycznia 1945 uczestniczył w walkach o utrzymanie przyczółka puławskiego na zachodnim brzegu Wisły. Od 14 stycznia 1945 brał udział w operacji wiślańsko-odrzańskiej, 16 stycznia wziął udział w wyzwalaniu Tomaszowa, 29 stycznia wraz z kawalerzystami dotarł do Odry, którą następnie sforsował, przełamując obronę przeciwnika k. Starego Kisielina. Koło stacji kolejowej Stary Kisielin rozbił dwa wojskowe pociągi z amunicją i zaopatrzeniem. Następnie brał udział w wyzwalaniu Zielonej Góry, a od 10 lutego 1945 w operacji pomorskiej. Zginął w walkach k. Gryfic. Został pochowany w Gryficach, później jego szczątki przeniesiono do Kamienia Pomorskiego.

## Odznaczenia
- Złota Gwiazda Bohatera Związku Radzieckiego (27 lutego 1945)
- Order Lenina (27 lutego 1945)
- Order Czerwonego Sztandaru (dwukrotnie, 13 czerwca 1944 i 21 sierpnia 1944)
- Order Kutuzowa III klasy (20 lutego 1944)
- Medal „Za zasługi bojowe” (3 listopada 1944)

I inne.